# Krasznahorkai-barlang
A Krasznahorkai-barlang vagy Várhosszúréti Buzgó-barlang (szlovákul: Krásnohorská jaskyňa), egy felszíni mészkőbarlang Várhosszúrét közelében, Szlovákiában. Bejárata 305 méter tengerszint feletti magasságban nyílik. Rozsnyói barlangászok bukkantak rá 1964-ben, azután, amikor a Buzgó forrás víz szintjét lecsökkentették. 
. A barlang ismert hossza 1356 m. Turisták számára kialakított út visz benne a Rozsnyói barlangászok cseppkövéhez, amely 33 m magasságával a világ legnagyobb cseppkövei közé tartozik. 450 m hosszú utat tehetnek meg a barlangban a látogatók. A belépés előtt ajánlatos barlangász-védőfelszerelést ölteni. A barlangi turistautat azzal a céllal építették ki, hogy bemutassák a barlang természetes állapotát, ezért az út kialakításakor nem érintették a barlang természetesen kialakult alakját. Ez valódi kihívássá teszi a barlangban tett látogatást, amelyet azonban 6 évesnél idősebb gyerekek is teljesíthetnek. A vízi utat deszka pallón járhatjuk végig, a tavacskák fölött pedig kötéláthidalás visz át. A barlang nincs kivilágítva. Az itt tett látogatás valódi barlangászat élményét nyújtja. Március kivételével egész évben nyitva áll a látogatók előtt.

## Fordítás
Ez a szócikk részben vagy egészben  a   Krásnohorská jaskyňa című szlovák Wikipédia-szócikk ezen változatának fordításán alapul.  Az eredeti cikk szerkesztőit annak laptörténete sorolja fel. Ez a jelzés csupán a megfogalmazás eredetét és a szerzői jogokat jelzi, nem szolgál a cikkben szereplő információk forrásmegjelöléseként.

## Külső hivatkozások
- A Krasznahorkai-barlangról szlovákul
- A Buzgó-barlang